# Загрушани
Загрушани (пол. Zagruszany) — село в Польщі, у гміні Заблудів Білостоцького повіту Підляського воєводства.
Населення — 139 осіб (2011).
У 1975-1998 роках село належало до Білостоцького воєводства.

## Демографія
Демографічна структура станом на 31 березня 2011 року:
|          | Загалом | Допрацездатний вік | Працездатний вік | Постпрацездатний вік |
| -------- | ------- | ------------------ | ---------------- | -------------------- |
| Чоловіки | 70      | 18                 | 44               | 8                    |
| Жінки    | 69      | 14                 | 40               | 15                   |
| Разом    | 139     | 32                 | 84               | 23                   |